# Weiterbildungsdatenbank
Eine Weiterbildungsdatenbank (WBDB) enthält strukturierte Datensätze, die Weiterbildungsangebote beschreiben. Eine Weiterbildungsdatenbank unterstützt somit die systematische, elektronische Erfassung, Darstellung und Verwaltung von Informationen über Weiterbildungsangebote. Hierzu zählen einmal der Namen, die Inhalte, Unterrichtsmethoden, Kosten, Förderungsmöglichkeiten und Termine der jeweiligen Angebote. Weiterbildungsportale, in denen Bildungsinteressierte nach Seminaren und Bildungsangeboten recherchieren können, basieren in der Regel wiederum auf einer Weiterbildungsdatenbank, in der Bildungsanbieter ihre Angebote eintragen und publizieren können. Eine solche Weiterbildungsdatenbank informiert über konkurrierende Weiterbildungsangebote bzw. Weiterbildungsanbieter in einer vereinheitlichend strukturierten Darstellungsform.
Weiterbildungsdatenbanken dienen aber auch der internen Organisation von Bildungsanbietern. So können Weiterbildungsdatenbanken auch Informationen, die die Durchführung und Organisation der Weiterbildungen betreffen (unter anderem Teilnehmerlisten, Dozenten, Veranstaltungsräume), enthalten. Weiterbildungsdatenbanken stellen damit ein wesentliches Instrument des Bildungsbetriebsmanagements dar. Die Erfassung und Verwaltung der Daten über die Weiterbildungsangebote und ihre konkrete Organisation wird häufig mit Hilfe einer Prozesssoftware für Seminarverwaltung vorgenommen.

## Ausgangspunkt
Der Kontext für die Entwicklung von Weiterbildungsdatenbanken war das politische Anliegen, mögliche Hürden zur Weiterbildung zu senken, die Teilnahme zu erleichtern, die Qualität der Bildungsangebote durch Wettbewerb zu fördern und damit die Weiterbildung als vierte Säule des Bildungssystems zu etablieren.
Die Zahl der Bildungseinrichtungen nahm in den 1980er Jahren stark zu. Entsprechend unübersichtlich wurde das Angebot.
Das Instrument Weiterbildungsdatenbank folgt dem Ansatz der Einflussnahme durch Stärkung rationaler Verbraucherentscheidungen mittels Markttransparenz und Erleichterung der Kontaktaufnahme. Im Unterschied dazu zielten die traditionellen Förderinstrumente auf die Finanzierung von Teilnehmern oder Anbietern. Im Kontext dieser Entstehungsgeschichte ist unter Weiterbildungsdatenbanken im engeren Sinne ein politisches Instrument zur Förderung von Wettbewerb, Transparenz und Qualität in der Erwachsenenbildung zu verstehen.

## Übersicht
In Deutschland gibt es 179 (Stand September 2021, nach 219 im September 2014) von Bildungsanbietern unabhängige Weiterbildungsdatenbanken, die insgesamt über geschätzt zirka 500.000 – 700.000 jeweils aktuelle Weiterbildungsangebote von zirka 20.000 Weiterbildungsanbietern informieren (da Weiterbildungsangebote zumeist in Semestern angeboten werden, liegt der höchste Bestand jeweils zu Beginn eines Semesters und reduziert sich dann. Genaue Zahlen sind nicht bekannt, zumal auch die Zählweise für Weiterbildungsangebote je nach Datenbank unterschiedlich ist).
Differenziert nach dem regionalen Einzugsbereich handelt es sich dabei um 87 überregionale, 47 auf den Bereich eines oder mehrerer Bundesländer begrenzte und 45 regionale Systeme (dazu eine Weiterbildungsdatenbank mit weltweitem Anspruch). Differenziert nach der Art der Finanzierung sind 71 privat finanziert (entweder als System eines Verbandes oder als kommerzielles System), 108 werden teilweise oder vollständig mit öffentlichen Mitteln unterstützt.
Die meisten (99) Weiterbildungsdatenbanken haben keine Themenschwerpunkte, die restlichen 80 informieren nur über Weiterbildungsanbieter und/oder Weiterbildungsangebote bestimmter thematischer Schwerpunkte (zum Beispiel Informationstechnologie und Medien oder Lehrerfortbildung), Branchen (zum Beispiel Logistik oder Einzelhandel), Angebotsformen und Anbietertypen (speziell E-Learning und wissenschaftliche Weiterbildung) oder für einen Bildungsurlaub anerkannte Angebote (Stand September 2021).
Alle Weiterbildungsdatenbanken enthalten Angebote der beruflichen Weiterbildung, einige der regionalen und einzelne überregionale Systeme zusätzlich auch Angebote der allgemeinen und politischen Weiterbildung.
Neben dezidierten, eigenständigen Weiterbildungsdatenbanken gibt es Systeme nach Art einer Metasuchmaschine. Dazu gehören als bundesweites System die Metasuchmaschine des InfoWeb Weiterbildung mit zirka 80 (Stand September 2021) angebundenen regionalen und überregionalen Weiterbildungsdatenbanken, aber auch später entstandene regionale Metasuchmaschinen wie das Suchportal Berlin-Brandenburg (mit der Berliner und der Brandenburger Weiterbildungsdatenbank).

## Geschichte
Die ersten beiden Weiterbildungsdatenbanken entstanden 1987. Nahezu zeitgleich nahmen die Hamburger Weiterbildungsdatenbank WISY und die Berliner Weiterbildungsdatenbank ihren Betrieb auf. Beide Datenbanken präsentierten in elektronischer Form die gedruckten Weiterbildungsverzeichnisse dieser Städte. In den folgenden drei Jahren wurden regionale Datenbanken in Bremen, Hannover, Osnabrück und Elmshorn sowie als erste überregionale die Weiterbildungsdatenbank WIS des Deutschen Industrie und Handelstages und des Zentralverbands des Deutschen Handwerks gegründet. Bis auf WIS handelte sich um regionale Datensammlungen, die in Beratungsstellen eingesetzt wurden. Nur das Hamburger WISY-System war von vornherein als sog. „Selbstbedienungsterminal“ konzipiert und an mehreren Standorten des Stadtgebiets der Öffentlichkeit zur Nutzung bereitgestellt. Alle anderen Systeme hatten primär die Funktion, die interne Arbeit von Beratungsstellen für Weiterbildung zu unterstützen.
Die Datenaktualisierung der „Nebenstellen“ erfolgte mangels preiswerter und schneller Onlineverbindungen in der Regel über Disketten, die Datenpflege durch Datenpflegekräfte in einer Datenpflegezentrale. Einzig WIS war von vornherein über Telefonmodem oder sog. DATEX-P-Verbindungen für die Beratungsstellen der Industrie- und Handelskammern und des Handwerks online zugänglich. Zu erwähnen sind außerdem zwei thematische Datenbanken: in Hannover eine überregionale Fachdatenbank zum Bereich der Lasertechnik sowie in Berlin eine Datenbank zum Bereich der damals sog. Mikrotechnologie. Diese Datenbanken wurden über Disketten-Sets an Interessenten vertrieben.
Auf Grund der Aktivitäten des durch das damalige Bundesministerium für Bildung und Wissenschaft und die Freie und Hansestadt Hamburg geförderten Projekts „Norddeutscher Verbund Weiterbildungsdatenbanken“ (NDV) entstanden bis 1993 besonders in Nordrhein-Westfalen, den neuen Bundesländern und in Wien regionale Weiterbildungsdatenbanken. 1993 gab es 33, sie informierten über zirka 63.000 Weiterbildungsangebote. Diese Datenbanken standen entweder in der Trägerschaft von Bundesländern (so in Berlin, Brandenburg, Bremen, Hamburg und Mecklenburg-Vorpommern) oder wurden als kommunale Einrichtungen von Städten und Gemeinden getragen.
Als zweite, unter der Bezeichnung „KURS-Direkt“ auch online zugängliche überregionale Datenbank wurde im Herbst 1991 die Datenbank KURS der Bundesanstalt für Arbeit (heute Bundesagentur für Arbeit) vorgestellt. Es handelte sich bei KURS um die softwaretechnische Umsetzung eines noch bis 1995 parallel als bis zu 30-bändiges Printmedium vertriebenen und jährlich neu gedruckten Verzeichnisses (mit dem Titel EBB – Einrichtungen der Beruflichen Bildung) für die Arbeitsberater in den Arbeitsämtern. Auch KURS war zunächst nur in den Arbeitsämtern zugänglich und wurde als Ersatz für das Printmedium eingesetzt. Nach Vorarbeiten des NDV, dessen Aufgaben unter anderem in der Entwicklung von Standards für den Datenaustausch lagen, wurde ab 1994 von der Bundesanstalt für Arbeit zunächst über Disketten-Sets, später dann über CD-ROMs auch eine PC-Version der vorher nur unter dem Betriebssystem Sinix laufenden Datenbank KURS an regionale Beratungsstellen vertrieben. Diese PC-Version hatte die Besonderheit, dass mit ihr auch ein Datenaustausch mit bestehenden regionalen Weiterbildungsdatenbanken ermöglicht wurde.
Mit der wachsenden Popularität des Internets etablierte sich 1995 die erste kommerzielle Weiterbildungsdatenbank im Internet (afw.de, der Vorläufer der heutigen Weiterbildungsdatenbank Seminus). In der zweiten Hälfte der 90er Jahre wurden zahlreiche weitere kommerzielle und öffentlich geförderte über das Internet zugängliche Weiterbildungsdatenbanken gegründet. Viele der vorhandenen Datenbanken öffneten sich ebenfalls über das Internet einem größeren Interessentenkreis. Im Jahr 2000 waren schon zirka 65 Weiterbildungsdatenbanken über das Internet erreichbar.
Im Jahre 2003 wurden Weiterbildungsdatenbanken erstmals von der Stiftung Warentest getestet. Nicht zuletzt vor dem Hintergrund der wenig zufriedenstellenden Testergebnisse wurde auf Initiative des InfoWeb Weiterbildung, der Stiftung Warentest und des DIN die PAS 1045 für Weiterbildungsdatenbanken entwickelt. In der PAS werden Mindeststandards für die Inhalte und Funktionen von Weiterbildungsdatenbanken festgelegt und Formate zum elektronischen Austausch von Informationen über diese Inhalte definiert. Wie ein erneuter Test zeigte, hat sich die Qualität von Weiterbildungsdatenbanken seitdem deutlich verbessert. Im Jahr 2017 testete die Stiftung Warentest erneut Weiterbildungsdatenbanken, nur zwei schnitten im vergleichenden Test mit dem Qualitätsurteil sehr gut ab.